# Bildnis David Garrick
Das Bildnis David Garrick ist ein Porträt, das die Malerin Angelika Kauffmann im Jahr 1764 von dem englischen Schauspieler David Garrick anfertigte. Es entstand im selben Jahr wie das Bildnis Johann Joachim Winckelmanns, das sowohl Winckelmann als auch eine Reihe seiner Zeitgenossen tief beeindruckte und mit dem die damals erst 22-jährige Angelika Kauffmann sich in Rom einen Namen machte.

## Bildinhalt
David Garrick (* 19. Februar 1717 in Hereford, England; † 20. Januar 1779 in London), war einer der berühmtesten englischen Schauspieler des 18. Jahrhunderts. Er war sowohl als Komödiant als auch in ernsten Rollen besonders auf den Londoner Bühnen erfolgreich. Er erwarb sich ebenfalls als Theaterdirektor und Autor von Bühnenstücken einen Namen. Er begeisterte 1741 sein Londoner Publikum mit seiner Darstellung von Richard III. und erwarb sich damit den Ruf, einer der besten Schauspieler seiner Zeit zu sein.
Das Porträt entstand in Italien und begründete Angelika Kauffmanns Ruf, bevor sie ihren Lebensmittelpunkt nach London verlagerte. Nach der Fertigstellung des Porträts sandte sie es nach London, wo es ausgestellt wurde. Da David Garrick in England sehr populär war, erregte es große Aufmerksamkeit.
Angelika Kauffmann ist es gelungen, dem Porträt große Intimität zu verleihen. David Garrick wirkt, als hätte er eine Unterhaltung mit anderen kurzfristig unterbrochen, um seine Aufmerksamkeit dem Betrachter zuzuwenden. Joshua Reynolds griff die Geste des Dargestellten in seinem Porträt von Francis Abington auf.

## Belege

### Einzelbelege
1. ↑  Natter, S. 102